# Somewhere (musikalbum av Keith Jarrett)
Somewhere från 2013 är ett livealbum med Keith Jarretts ”Standards Trio”. Det spelades in i juli 2009 men släpptes först 2013.

## Låtlista
1. Deep Space / Solar (Miles Davis/Keith Jarrett) – 15:07
2. Stars Fell on Alabama (Frank Perkins/Mitchell Parish) – 7:27
3. Between the Devil and the Deep Blue Sea (Harold Arlen/Ted Koehler ) – 10:03
4. Somewhere / Everywhere (Leonard Bernstein/Stephen Sondheim/Keith Jarrett) – 19:37
5. Tonight (Leonard Bernstein/Stephen Sondheim) – 6:49
6. I Thought About You (Jimmy Van Heusen/Johnny Mercer) – 6:30

## Medverkande
- Keith Jarrett – piano
- Gary Peacock – bas
- Jack DeJohnette – trummor

## Mottagande
Skivan fick ett mycket gott mottagande när den kom ut med ett snitt på 4,3/5 baserat på tre recensioner.

## Listplaceringar
| Lista (2013) | Topplacering |
| ------------ | ------------ |
| Sverige      | 25           |
| Norge        | 26           |